# Blepharis petraea
Blepharis petraea är en akantusväxtart som beskrevs av Vollesen. Blepharis petraea ingår i släktet Blepharis och familjen akantusväxter. Inga underarter finns listade i Catalogue of Life.